# ۲۶۳۳ اسقف
سیارک ۲۶۳۳ (به انگلیسی: 2633 Bishop، نامگذاری:1981WR1) دو هزار و ششصد و سی و سومین سیارک کشف شده‌است که در ۲۴ نوامبر ۱۹۸۱ کشف شد.
قدر مطلق سیارک برابر ۱۳٫۱۰ است.